# Antonio Paolo Albonetti
Antonio Paolo Albonetti (* 28. März 1942 in Faenza) ist ein ehemaliger italienischer Radrennfahrer.

## Sportliche Laufbahn
Albonetti gab sein Debüt als 16-Jähriger im Jahr 1958. Mit 20 Jahren feierte er 1962 seinen ersten Sieg als Amateur beim italienischen Straßenrennen Pokal der Stadt Marmo (Coppa Città del Marmo). Nach weiteren guten Platzierungen nominierte ihn der italienische Radsportverband 1966 für das Drei-Länder-Etappenrennen Internationale Friedensfahrt. Dort gewann er eine Etappe und wurde in der Endwertung als zweitbester Italiener Zehnter.
1966 beteiligte sich Albonetti noch an weiteren Amateurrennen. Bei der Tour de l’Avenir gewann er eine Etappe (im Endklassement wurde er 44.) und die Trofeo Matteotti–Marcialla gewann er. Im selben Jahr wurde er Berufsfahrer mit einem Vertrag beim italienischen Radsportteam Salamini–Luxor TV.
Noch im Oktober fuhr er sein erstes Profirennen bei dem dreiteiligen Zeitfahren Cronostafetta Como-Ghisallo, konnte sich aber nicht im Vorderfeld platzieren. Abgesehen von dem zweiten Platz beim Straßenrennen Großer Preis von Campagnolo 1967 in Vicenza erreichte Albonetti keine weiteren herausragenden Platzierungen während seiner Profizeit. 1967 und 1968 beteiligte er sich am Giro d’Italia, wo er die Plätze 59 und 62 belegte. Sein letztes registriertes Rennen fuhr er im April 1969 für das italienische Team Germanvox-Wega, beim Eintagesrennen Coppa Bernocchi wurde er unter 102 Fahrern 29. Nach einem erfolglosen Jahr 1970 beendete Albonetti seine Laufbahn als Berufsfahrer.